# Comuna Cuporani, Tarutino
Cuporani (în ucraineană Рівне, transliterat: Rivne, în bulgară Купаран, transliterat: Kuparan) este o comună în raionul Tarutino, regiunea Odesa, Ucraina, formată din satele Catzbach și Cuporani (reședința).

## Demografie
Componența lingvistică a comunei Cuporani
     Bulgară (85,32%)
     Rusă (7,62%)
     Ucraineană (3,37%)
     Găgăuză (2,18%)
     Română (1,29%)
Conform recensământului din 2001, majoritatea populației comunei Cuporani era vorbitoare de bulgară (85,32%), existând în minoritate și vorbitori de rusă (7,62%), ucraineană (3,37%), găgăuză (2,18%) și română (1,29%).